# Schlanker Flügelrossfisch
Der Schlanke Flügelrossfisch (Pegasus volitans) ist ein kleiner Meeresfisch, der weit verbreitet im tropischen und subtropischen Indopazifik vorkommt.

## Merkmale
Der Schlanke Flügelrossfisch wird maximal 18 Zentimeter lang. Die Maximallänge wird wahrscheinlich nur in kühleren Regionen erreicht, Fische in tropischen Bereichen bleiben bei Längen von höchstens 14 Zentimeter. Er ist olivfarben oder hell- bis dunkelbraun gefärbt, die Unterseite ist heller. Der Körper ist langgestreckt, auf der Rückenseite ohne Tuberkeln oder tiefe Gruben und deutlich vom Schwanzflossenstiel abgesetzt. Er ist durch vier Paar dorsolaterale (an den Seiten des Rückens gelegene) und fünf Paar ventrolaterale (an den Seiten des Bauchs gelegene) Knochenplatten gepanzert. Den Schwanzflossenstiel umgeben zwölf knöcherne Ringe, von denen die ersten neun gegeneinander beweglich sind, während die letzten drei zusammengewachsen sind. Der letzte Knochenring des Schwanzflossenstiels trägt ein Paar nach hinten gerichteter Stacheln. Die Schnauze ist auffallend lang ausgezogen und am Ende spatenförmig. Der Rand der Augenhöhlen ist unbeschuppt. Die Augen sind bei Untersicht durch den unteren Rand der Augenhöhlen verdeckt. Die einzige Rückenflosse sitzt auf dem Schwanzflossenstiel und wird, wie auch die Afterflosse, von fünf weichen Flossenstrahlen gestützt. Der distale Rand der Rücken- und Afterflossen steht senkrecht zur horizontalen Achse des Körpers. Die Brustflossen sind fächerförmig. Die Wirbelzahl liegt bei 21.

## Verbreitung
Der Schlanke Flügelrossfisch kommt bodennah in Tiefen von einem bis 73 Metern (meist 9 bis 27 Meter) im Indopazifik von der Küste Ostafrikas und der Arabischen Halbinsel über den Golf von Mannar, den Golf von Bengalen nördlich bis nach Japan, südlich bis an die Küste des tropischen Australien und Neuguinea und im Persischen Golf vor.

## Lebensweise
Die Fische leben über sandigen und schlammigen Böden in Buchten und Ästuarien. Sie können mit Hilfe ihrer Bauchflossenstacheln über dem Meeresboden „gehen“. Manchmal graben sie sich auch teilweise in den Boden ein. Jungfische, die während ihres pelagischen Stadiums weit verdriftet werden, sind auch in subtropischen Regionen anzutreffen. Schlanke Flügelrossfische sind selten.